# Lananjärvi
Lananjärvi är en sjö i kommunen Sievi i landskapet Norra Österbotten i Finland. Sjön ligger 108,1 meter över havet. Arean är 25 hektar och strandlinjen är 2,9 kilometer lång.  Den  ingår i Kalajoki älvs huvudavrinningsområde.  Sjön ligger omkring 140 kilometer söder om Uleåborg och omkring 410 kilometer norr om Helsingfors. 
I sjön finns ön Kalliosaari. Lananjärvi ligger väster om Tyllinjärvi. 